# Mirror of Deception
Mirror of Deception est un groupe de doom metal allemand.

## Biographie
Jochen Fopp et Michael Siffermann forment le groupe en 1990 à Göppingen. Entre 1993 et 1997, il sort trois démos. Le premier album, Mirrorsoil, paraît en 2001. Après le départ du chanteur Markus Baumhauer, le groupe sort un mini-album Conversion, Michael Siffermann le remplace. En juin 2004, le groupe publie une nouvelle chanson issue de l'album Foregone, intitulée The Ship of Fools. Après un renouvellement de batteur et de bassiste, le second album Foregone sort en septembre 2004 aux labels Final Chapter Records et COTD Records.
Le groupe fait une tournée en Allemagne puis à l'étranger, jouant avec Count Raven et Reverend Bizarre en Finlande. En mars 2006, le groupe signe au label Cyclone Empire Records. En octobre 2006, le troisième album Shards est édité.

## Discographie

### Albums studio
- 2001 : Mirrorsoil
- 2004 : Foregone
- 2006 : Shards
- 2010 : A Smouldering Fire

### Autres
- 1993 : Mirror of Deception (démo)
- 1994 : Words Unspoken (démo)
- 1996 : Veil of Lead (démo)
- 1997 : Veil of Lead (EP)
- 2003 : Conversion (EP)
- 2008 : Mirror of Deception/ Tefra Split-7" (EP)
- 2009 : Mirror of Deception/ Garden of Worm Split-Album (split)